# Primera comunió

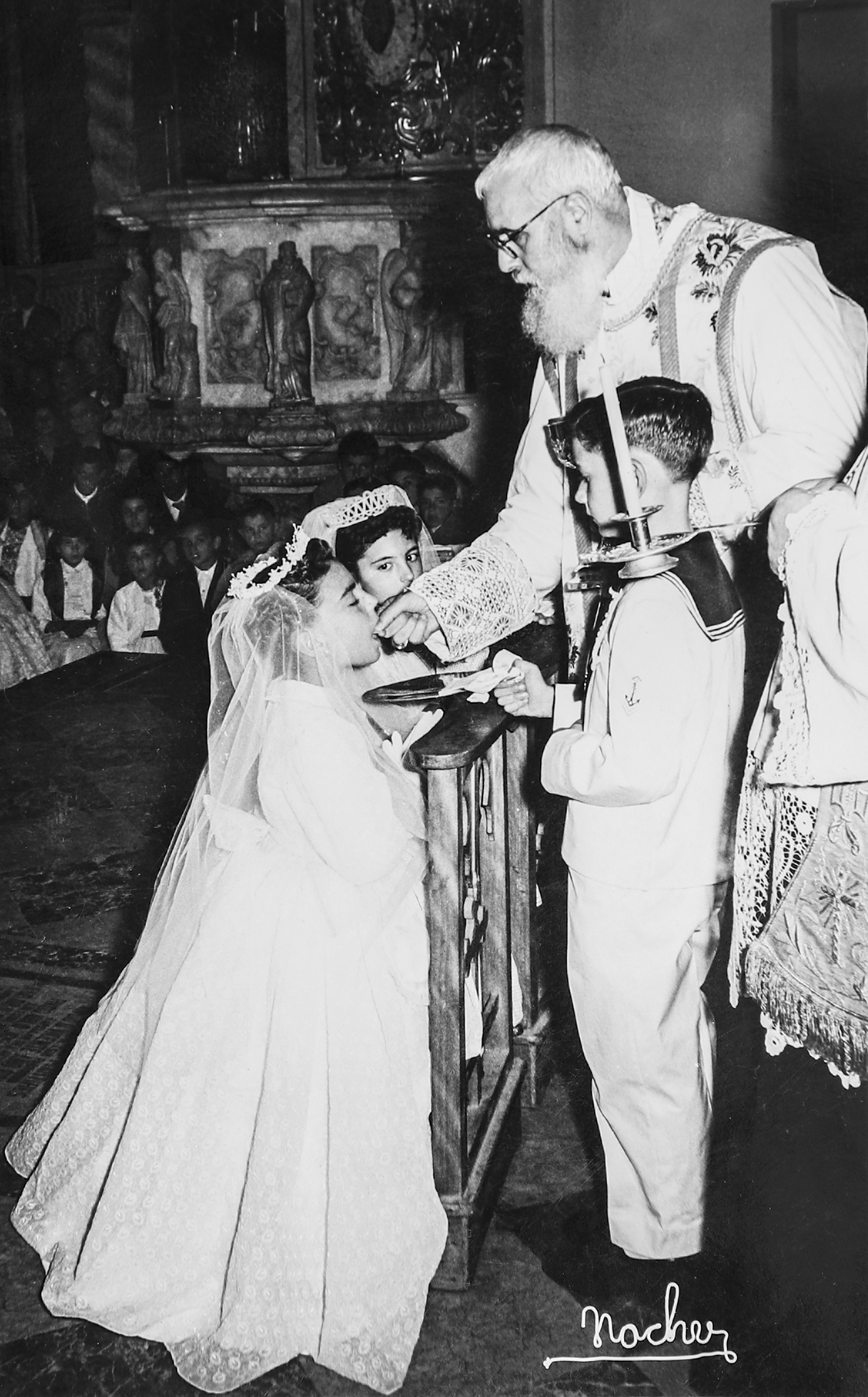
Primera comunió (1957)

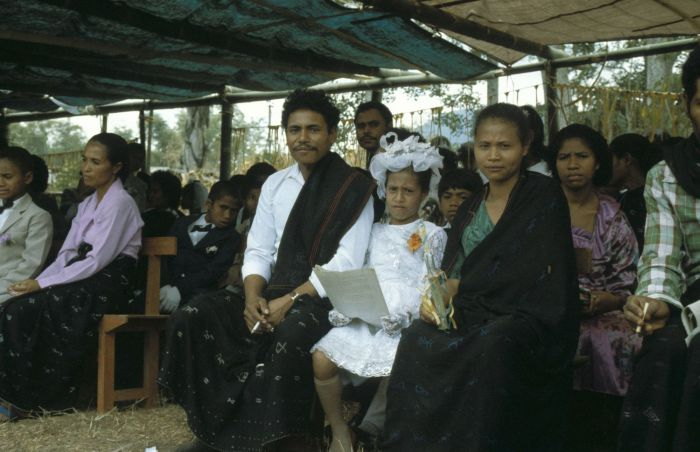
Primera comunió d'una nena a l'illa de Flores (Indonèsia); 1989

La primera comunió és la celebració cerimonial de la primera vegada que una persona batejada combrega durant una Eucaristia, un dels set sagraments de l'Església Catòlica. Generalment se la celebra quan un noi o una noia tenen uns vuit anys. Forma part de l'educació religiosa del cristianisme i constitueix també una mena de ritus de pas des del punt de vista social i antropològic.
La celebració de la primera comunió inclou una part solemne durant la qual els nens participen del sacrifici de Jesucrist amb la cerimònia de l'eucaristia a l'església i una missa. L'altra part de la celebració inclou una festa amb visita de familiars i amics. Durant aquesta festa hi ha generalment jocs, àpats especials i música i dansa per a nens i adults.
Tradicionalment les noies anaven vestides de blanc i els nois de mariner o un vestit similar al dels homes grans, segons el lloc i la cultura. També era costum decorar el temple i el lloc de la festa amb flors blanques i fer coincidir la primera comunió amb la primavera, passada la Setmana Santa.
A les comarques gironines era tradicional celebrar també una anomenada «segona comunió» o «comunió solemne», anys abans de la confirmació, quan els infants tenien ja uns dotze anys.